# Мирен
Мирен (словен. Miren) је градић и управно средиште општине Мирен-Костањевица, која припада Горишкој регији у Републици Словенији.
По попису становништва из 2011. године насеље Мирен имало је 1.460 становника.
На бру изнад Мирена налази се Миренски град, средњовековни замак и данас чувено туристичко одредиште.